# Station Biernatki
Station Biernatki is een spoorwegstation in de Poolse plaats Biernatki.